# 미라이다갓키

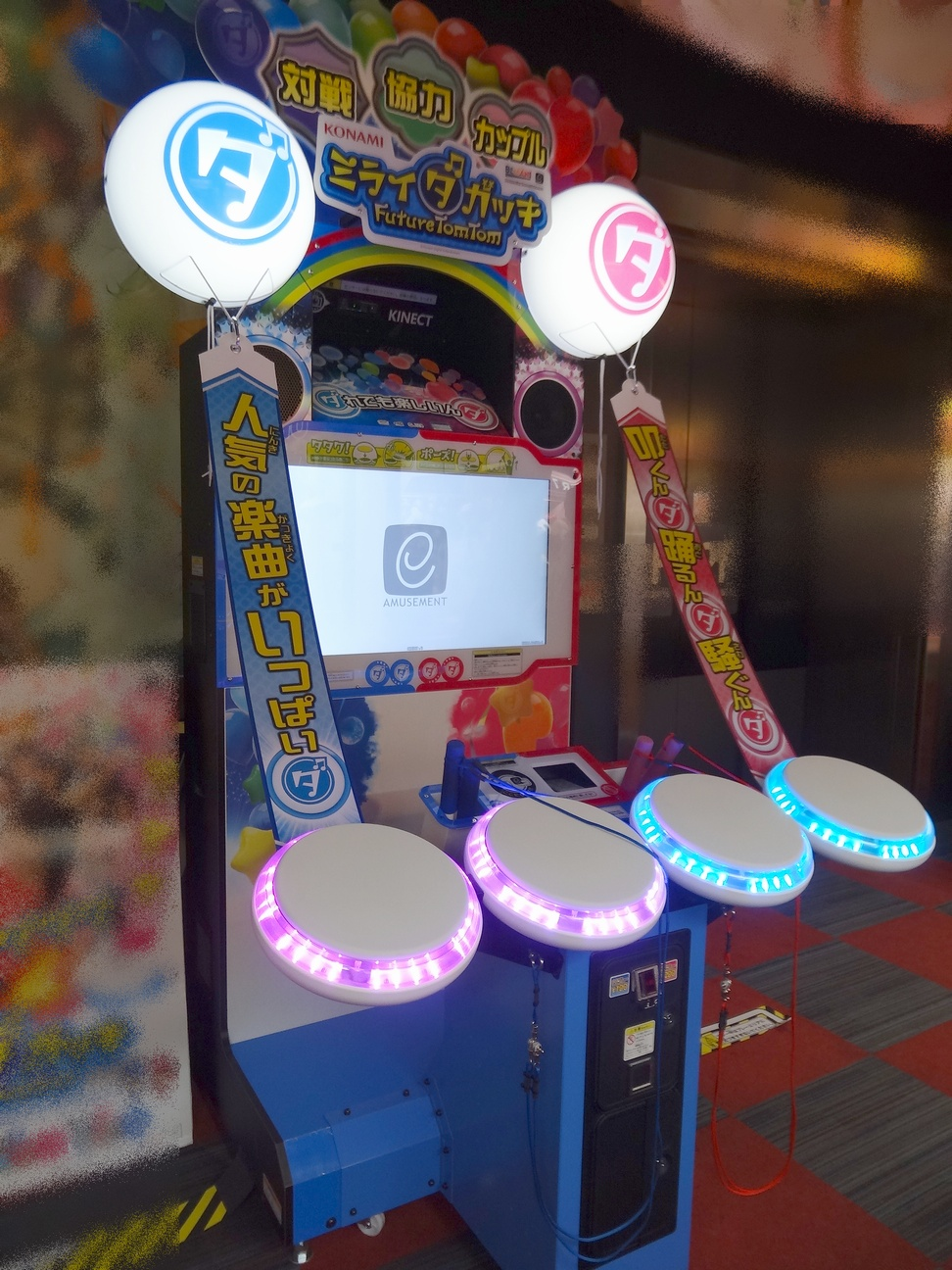
미라이다갓키 본체

《미라이다갓키》(영문 표기: FutureTomTom, ミライダガッキ)는 코나미 어뮤즈먼트가 2013년 6월 20일 발매한 비마니 시리즈의 음악 게임 아케이드 게임이다.